# New Burnside
New Burnside és una població dels Estats Units a l'estat d'Illinois. Segons el cens del 2000 tenia 242 habitants.

## Demografia
Segons el cens del 2000, New Burnside tenia 242 habitants, 95 habitatges, i 70 famílies. La densitat de població era de 89 habitants/km².
Dels 95 habitatges en un 31,6% hi vivien nens de menys de 18 anys, en un 61,1% hi vivien parelles casades, en un 9,5% dones solteres, i en un 25,3% no eren unitats familiars. En el 22,1% dels habitatges hi vivien persones soles el 12,6% de les quals corresponia a persones de 65 anys o més que vivien soles. El nombre mitjà de persones vivint en cada habitatge era de 2,55 i el nombre mitjà de persones que vivien en cada família era de 2,96.
Per edats la població es repartia de la següent manera: un 23,1% tenia menys de 18 anys, un 12,4% entre 18 i 24, un 26% entre 25 i 44, un 24,8% de 45 a 60 i un 13,6% 65 anys o més.
L'edat mediana era de 34 anys. Per cada 100 dones de 18 o més anys hi havia 93,8 homes.
La renda mediana per habitatge era de 31.591 $ i la renda mediana per família de 32.273 $. Els homes tenien una renda mediana de 25.833 $ mentre que les dones 12.813 $. La renda per capita de la població era de 12.709 $. Aproximadament el 15,4% de les famílies i el 15,4% de la població estaven per davall del llindar de pobresa.

## Poblacions més properes
El següent diagrama mostra les poblacions més properes.